# Discografia di Edoardo Bennato

## Album in studio
- 1973 – Non farti cadere le braccia (Ricordi, SMRL 6109)
- 1974 – I buoni e i cattivi (Ricordi, SMRL 6129)
- 1975 – Io che non sono l'imperatore (Ricordi, SMRL 6149)
- 1976 – La torre di Babele (Ricordi, SMRL 6190)
- 1977 – Burattino senza fili (Ricordi, SMRL 6209)
- 1980 – Uffà! Uffà! (Ricordi, SMRL 6269)
- 1980 – Sono solo canzonette (Ricordi, SMRL 6279)
- 1983 – È arrivato un bastimento (Ricordi, EB 5509)[1]
- 1985 – Kaiwanna (Ricordi, EB 79)
- 1987 – OK Italia (Virgin, VEB 09)
- 1989 – Abbi dubbi (Virgin, EB 955)
- 1992 – È asciuto pazzo 'o padrone (Virgin, VDI 135) (come Joe Sarnataro e i Blue Stuff)
- 1992 – Il paese dei balocchi (Virgin, VDI 136)
- 1994 – Se son rose fioriranno (Virgin, 8 39665 2)[2]
- 1995 – Le ragazze fanno grandi sogni (EMI, 7243 8 35567 2 4)
- 1998 – Sbandato (Fonit Cetra, CDL 420)[2]
- 2003 – L'uomo occidentale (WEA, 5050466486424)
- 2010 – Le vie del rock sono infinite (Mercury, 0602527350769)
- 2015 – Pronti a salpare (Universal, 0602547583635)
- 2017 – Burattino senza fili 2017 (Sorrisi e Canzoni, 17SC0135)
- 2020 – Non c'è (Sony Music)

## Album dal vivo
- 1984 – Edoardo Bennato Live! È Goal! (Ricordi EB 5519) (Con un inedito)
- 1987 – Edoardo live (Virgin, 2EB 209)
- 2001 – I concerti live @ RTSI (Sony Music: registrazioni del 1979)
- 2006 – ...Io c'ero... (Cheyenne Records, CYR 018; registrato dal vivo il 26 gennaio 1976 al "Tenda circo" di Roma)
- 2007 – Canzoni Tour 2007 (Cheyenne Records, CYR 021; registrato dal vivo in studio dei brani suonati dal vivo nel 2007)
- 2008 – Canzoni Tour 2008 (Cheyenne Records, CYR 024; registrato dal vivo, nuove registrazioni in presa diretta e 3 inediti 2008)
- 2010 – MTV Classic Storytellers (Universal Music)
- 2011 – Canzoni Tour 2011 (Cheyenne Records, CD+DVD dal vivo; contiene l'inedito "Italiani" composto per celebrare i 150 anni dell'unità d'Italia)
- 2012 – Edoardo Live Tour 2012 (Cheyenne Records, CD doppio dal vivo; contiene il brano "Un'estate italiana" lo storico inno dei mondiali 1990 mai pubblicato dal vivo sino ad oggi)
- 2018 – Live Anthology (Cheyenne Records, CD doppio dal vivo)

## EP
- 1988 – Il gioco continua (mini LP; Virgin 55EB 109)

## Raccolte riarrangiate
- 1990 – Edo rinnegato (Reincisione con arrangiamenti acustici di vecchie canzoni) (Virgin EDO 559)
- 1996 – Quartetto d'archi (Reincisione di vecchie canzoni con il quartetto d'archi Solis String Quartet) (Fonit Cetra CDL 414)
- 2001 – Afferrare una stella (2 CD) (Virgin 8573886422)
- 2005 – La fantastica storia del Pifferaio Magico (Duetti di vecchie canzoni con due inediti) (Virgin)
- 2009 – Tutto Edo Cantautore (2 CD, Rhino Records 5051865359159)

## Raccolte
- 1992 – Capitan Uncino (Ricordi STVL 6451)
- 1996 – All the Best
- 1996 – Le origini (2 cd) (BMG-Ricordi)
- 1998 – Gli anni settanta (2 cd)
- 2000 – Sembra ieri (Wea 8573845022) (con 3 inediti)
- 2002 – L'isola che non c'è (Ricordi 74321 915672)
- 2006 – Salviamo il salvabile (Sony BMG Ricordi 82876871532 (3))
- 2016 – Sono Solo Canzonette - The Best Of

## Colonne sonore
- 2001 – Il principe e il pirata (Wea 092742769 2)
- 2003 – Totò Sapore e la magica storia della pizza (con Eugenio Bennato) (RCA 82876587662)

## Singoli
- 1966 – Era solo un sogno/Le ombre (Parade, PRC 5017)
- 1969 – Marylou/La fine del mondo (Numero Uno, ZN 50004)
- 1970 – 1941/Vince sempre l'amore (Numero Uno, ZN 50024)
- 1971 – Good Bye Copenaghen/Marjorie (Numero Uno, ZN 50123)
- 1973 – Detto tra noi/Non farti cadere le braccia (Dischi Ricordi, SRL 10.701)
- 1974 – Salviamo il salvabile/Ma che bella città (Dischi Ricordi, SRL 10714)
- 1974 – Meno male che adesso non c'è Nerone/Parli di preghiere (Dischi Ricordi, SRL 10.745)
- 1975 – Feste di piazza/Io per te Margherita (Dischi Ricordi, SRL 10.788, 7")
- 1976 – Cantautore/Venderò (Dischi Ricordi, SRL 10822)
- 1976 – Franz è il mio nome/Viva la guerra (Dischi Ricordi, SRL 10828)
- 1981 – E invece no/Canta appress' à nuie (Dischi Ricordi, SRL 10.93)
- 1982 – Nisida/'A freva a quaranta (Dischi Ricordi, SRL 10.966, 7")
- 1984 – È goal (Dischi Ricordi)
- 1984 – È arrivato un bastimento/Sarà falso, sarà vero (Dischi Ricordi/Tutto, EBNP 9; allegato alla rivista Tutto Musica e Spettacolo)
- 1987 – Ok Italia/Era una festa (Virgin)
- 1989 – Viva la mamma/Abbi dubbi (Virgin)
- 1989 – Vendo Bagnoli/ZEN (Virgin, VIN 45319)
- 1989 – Abbi dubbi rock club/Abbi dubbi special/Abbi dubbi dub (Virgin, ADEB 919, Mix 12")
- 1989 – Abbi dubbi (rock version)/Viva la mamma/Abbi dubbi (Virgin, EBSIN 249)
- 1990 – Un'estate italiana/Un'estate italiana versione karaoke (Virgin, VIN 45312 con Gianna Nannini)
- 1992 – Il paese dei balocchi/Buon compleanno bambina (Virgin, VIN 45330)
- 1993 – Tu chi sei?/Eugenio (Virgin, 8 91983-2)
- 1995 – Mare chiaro, mare scuro (EMI Italiana, 086 1796002)
- 1995 – Le ragazze fanno grandi sogni
- 1995 – Afferrare una stella
- 1998 – Sbandato
- 1999 – Finestre/T'amo/L'isola che non c'è (Warner Fonit)
- 2000 – Sembra ieri (Warner Fonit, PR 02293)
- 2001 – Puramente casuale/Tema di Gimondi/Puramente casuale - strumentale (Wea)
- 2003 – Stop America
- 2003 – Ritorna l'estate
- 2006 – Notte di mezza estate (con Alex Britti) (Universal Domestic)
- 2010 – È lei (Universal Italia)
- 2010 – In amore
- 2010 – Perché (feat. Morgan) (CD) (Universal Music)
- 2011 – La mia città
- 2012 – Il meglio arriverà (con i Finley)
- 2012 – Credo solo a te
- 2013 – Al Diavolo il Grillo Parlante
- 2015 – Io vorrei che per te
- 2016 – Povero amore
- 2016 – Pronti a salpare
- 2019 – Ho fatto un selfie
- 2020 – La realtà non può essere questa (con Eugenio Bennato)
- 2020 – Non c'è
- 2021 – Maskerate
- 2021 – La bella addormentata

## Discografia estera

### Album
- 1996 – Viva la mamma (Cheyenne Records; pubblicato in Sudamerica nel 1996; raccolta di brani cantati in castigliano, tranne Nisida, unica canzone in italiano)

### Singoli
- 1978 – Rock'n'Roll Hero/The Tower Of Babel (Dischi Ricordi/Metronome Musik; pubblicato in Germania)
- 1980 – Sei come un juke-box/Uffà! Uffà! (Dischi Ricordi/Metronome Musik; pubblicato in Germania)
- 1980 – Sono solo canzonette/L'isola che non c'è (Dischi Ricordi/Metronome Musik, 0035.053; pubblicato in Germania)
- 1983 – Una ragazza/Assuefazione (Virgin Records, 106 195; pubblicato in Germania)
- 1987 – Ok Italia/Era una festa (Virgin Records, 109 062; pubblicato in Germania)
- 1988 – Tu vuoi l'America/Mestieri che s'inventano (Virgin Records, 109 495; pubblicato in Germania)

## Canzoni scritte da Edoardo Bennato per altri artisti
- 1968 – Cin cin con gli occhiali per Herbert Pagani (Testo di Herbert Pagani; musica di Edoardo Bennato)
- 1969 – Ahi le Haway per Herbert Pagani (Testo di Herbert Pagani; musica di Edoardo Bennato)
- 1970 – L'amore con la grande A per Bobby Solo (Testo di Herbert Pagani; musica di Edoardo Bennato; pubblicato solo in Giappone)
- 1970 – Color cioccolata per i Nuovi Angeli (Testo di Mogol e Felice Piccarreda; musica di Edoardo Bennato[3])
- 1970 – Fuoco bianco per Herbert Pagani (Testo di Herbert Pagani; musica di Edoardo Bennato)
- 1970 – Perché...perché ti amo per la Formula 3 (Testo di Mogol; musica di Edoardo ed Eugenio Bennato)
- 1971 – Lei non è qui...non è là per Bruno Lauzi (Testo di Bruno Lauzi; musica di Edoardo Bennato)
- 1971 – Dios mio per Herbert Pagani (Testo di Herbert Pagani e Gloria Simonetti; musica di Edoardo Bennato; pubblicato solo in Cile)
- 1971 – Verano in Valpara per Herbert Pagani (Testo di Herbert Pagani e Gloria Simonetti; musica di Edoardo Bennato; pubblicato solo in Cile)
- 1971 – The Village per Bobby Solo (Testo di Cristiano Minellono e Alessandro Colombini; musica di Edoardo Bennato e Roberto Satti)
- 1972 – Un uomo senza una stella per Michele (Testo di Cristiano Minellono e Alessandro Colombini; musica di Edoardo Bennato)
- 1972 – Perché perché per Giovanna (Testo di Luigi Albertelli; musica di Edoardo Bennato)
- 1973 – Apri gli occhi bambina per i Nuovi Angeli (Testo di Mogol; musica di Edoardo Bennato)
- 2002 – Lo stelliere[4] per Gabriele Carlini[5] (Testo di Edoardo Bennato, Gino Magurno e Ornella Della Libera; musica di Gino Magurno ed Edoardo Bennato)
- 2012 – Ma quale musica leggera per Loredana Bertè

## Canzoni di Edoardo Bennato reinterpretate da altri artisti
| Canzone                                                        | Artista                           | Anno | Incisione                                     |
| -------------------------------------------------------------- | --------------------------------- | ---- | --------------------------------------------- |
| Cantautore (Solitaire - traduzione in francese)                | Antoine                           | 1981 | Solitaire                                     |
| Feste di piazza                                                | Patrizio Trampetti & Letti sfatti | 2009 | Come fiori tra i marciapiedi e l'asfalto      |
| La torre di Babele (La tour de Babel - traduzione in francese) | Antoine                           | 1981 | Solitaire                                     |
| L'isola che non c'è                                            | Alex Britti                       | 2008 | Alex Britti MTV Unplugged                     |
| Salviamo il salvabile                                          | Fratelli di Soledad               | 1994 | Salviamo il salvabile                         |
| Tutto sbagliato, baby                                          | Mia Martini                       | 1994 | La musica che mi gira intorno                 |
| Uffà! Uffà!                                                    | Folkabbestia                      | 2006 | 25-60-38. Breve saggio sulla canzone italiana |
| Un giorno credi                                                | Gianni Morandi                    | 1980 | Cantare                                       |
| Un giorno credi                                                | Gigi D'Agostino                   | 2001 | L'amour toujours (I'll Fly with You)          |
| Un giorno credi                                                | Patrizio Trampetti                | 2005 | Un giorno credi                               |
| Una settimana, un giorno                                       | Luca Bonaffini                    | 1997 | Prima di oggi era già domani                  |
| Una settimana, un giorno                                       | Velvet                            | 2002 | Cose comuni                                   |
| Venderò (Je viendrai - traduzione in francese)                 | Antoine                           | 1981 | Solitaire                                     |
| Venderò                                                        | Luca Carboni                      | 2009 | Musiche ribelli                               |
| Le ragazze fanno grandi sogni                                  | Custodie Cautelari                | 2001 | La Notte delle chitarre - Sony Music          |
| Tira a campare                                                 | La Differenza                     | 2017 | Il tempo non (D)esiste                        |

## Videografia

### Album video e dal vivo
- 1984 - Edoardo Bennato (VHS) (Ricordi EBV55)
- 1987 - Edoardo live (VHS e DVD) (Virgin VVD461, Cheyenne Records CRD013)[6]
- 1991 - Abbi dubbi LIVE! (VHS e DVD) (Virgin, BMG 790344; Cheyenne Records CRD014)
- 1991 - Edo rinnegato (VHS e DVD) (BMG 791 007; Cheyenne Records CRD012)
- 1992 - Joe e suo nonno (VHS e DVD) (RCS Vivivideo DRVS 011053; Cheyenne Records CRD011)
- 1993 – Persone pulite (VHS e DVD) (Virgin, EMI Italiana 7243 4 92073 3 2; Cheyenne Records CRD010)[7]
- 2001 – I concerti live @ RTSI (DVD) (Sony Music 2013309)[8]
- 2007 – Invece no - Invece sì (DVD) (Cheyenne Records CRD0150)[9]

### Video musicali
| Anno | Titolo                                                  | Regista/i                         |
| ---- | ------------------------------------------------------- | --------------------------------- |
| 1982 | Nisida                                                  | Emilio Uberti                     |
| 1983 | È arrivato un bastimento                                | Emilio Uberti                     |
| 1983 | Ogni favola è un gioco                                  |                                   |
| 1983 | Troppo troppo                                           | Emilio Uberti                     |
| 1987 | Chi beve chi beve                                       | Giacomo De Simone                 |
| 1987 | Ok Italia                                               | Giacomo De Simone                 |
| 1987 | Tu vuoi l'America                                       |                                   |
| 1989 | Viva la mamma                                           |                                   |
| 1989 | Un'estate italiana (con Gianna Nannini)                 |                                   |
| 1989 | Abbi dubbi                                              | Giacomo De Simone                 |
| 1990 | Zen                                                     | Giacomo De Simone                 |
| 1992 | Here Comes Bo Diddley                                   | Giacomo De Simone                 |
| 1992 | È asciuto pazzo 'o padrone (come Joe Sarnataro)         | Giacomo De Simone                 |
| 1992 | Vutammo pe' te (come Joe Sarnataro)                     | Giacomo De Simone                 |
| 1993 | Asia                                                    | Maner Capone                      |
| 2000 | Si tratta dell'amore                                    | Paolo Ameli                       |
| 2001 | Sembra ieri                                             |                                   |
| 2001 | Afferrare una stella                                    |                                   |
| 2005 | La fantastica storia del pifferaio magico               | Marco Pavone                      |
| 2005 | Sarà falso, sarà vero (feat. Zeropositivo)              | Gaetano Morbioli                  |
| 2006 | Notte di mezza estate (con Alex Britti)                 | Cosimo Alemà                      |
| 2010 | È lei                                                   | Gaetano Morbioli                  |
| 2010 | Io Tarzan tu Jane                                       | Massimo Tassi                     |
| 2015 | Io vorrei che per te                                    | Marco Caiano                      |
| 2015 | Al gran ballo della Leopolda                            | Massimo Tassi                     |
| 2015 | Pronti a salpare                                        |                                   |
| 2016 | La calunnia è un venticello                             | Massimo Tassi, Davide Barbarulo   |
| 2016 | Povero amore                                            | Luca Tartaglia                    |
| 2017 | A cosa serve la guerra                                  | Massimo Tassi                     |
| 2017 | Tutti                                                   | Massimo Tassi                     |
| 2018 | Sotto Viale Augusto che ce sta?                         | Massimo Tassi                     |
| 2018 | Mastro Geppetto                                         | Stefano Salvati                   |
| 2019 | Ho fatto un selfie                                      | Edoardo Bennato                   |
| 2020 | La realtà non può essere questa (feat. Eugenio Bennato) |                                   |
| 2020 | Non c'è                                                 | Marco Pavone                      |
| 2021 | Maskerate                                               | Alfonso Paoletta, Barbara Verrone |
| 2021 | La bella addormentata                                   | Massimo Tassi                     |

#### Partecipazioni in video di altri artisti
| Anno | Titolo                                | Artista                      | Regista/i      |
| ---- | ------------------------------------- | ---------------------------- | -------------- |
| 1977 | Automobili (miniserie televisiva RAI) | Lucio Dalla                  | Luigi Perelli  |
| 2003 | Una settimana, un giorno              | Velvet feat. Edoardo Bennato | Giangi Magnoni |